# Flemming Borby
Flemming Borby er en dansk musiker og sangskriver/komponist fra Fyn, Danmark.
Som sangskriver er han inspireret af de store klassiske sangskrivere såsom Burt Bacharach og Scott Walker.
Siden 2004 er Flemming Borby bosat i Berlin, Tyskland.

## 1980'erne
Startede som aktiv musiker i Københavns "Nyrock"-miljø i 1980'erne i bands (udvalgte) som Living Sign, The Fence (med bl.a. Søren Nørregaard fra Janes Rejoice), Poets of The Signature Arkiveret 1. september 2013 hos  Wayback Machine (senere The Poets) og Alter Ego.
Dannede i 1989 projektet Sport Art med bl.a. Thierry Geoffroy, og gruppen var hovedperformance på Roskilde Festival 1990.

## 1990'erne
Kom i starten af 1990'erne med i indie-gruppen Greene og udgav med Greene 3 albums inden opløsningen i 1998. Spillede med Greene på Roskilde Festivalen i 1993 og 1996.
Påbegyndte og afsluttede uddanelsen som AM'er på det Kongelige Danske Musikkonservatorium.
Skrev i perioden desuden musik til filmene Secession af Jesper Fabricius og Cirklen af Laurits Munch-Petersen

## siden 2000
Dannede i 2000 eget orkester Labrador.
Har med Labrador udgivet 4 albums og én EP.
Om albummene: 

### Goodbye Susanne 2002
indspillet i kbh, teknisk assisteret af Troels Bech.
Musikere:
Marco Andreis
Louise Fuhr
John Strandskov
Anders Kisling
Tav Klitgaard
Sara Futtrup
indeholder singlen "In A Blue Balloon" som var "Ugens Uundgåelige" på DR, P3 i 2001.
Albummet udkom i DK og Japan

### Instamatic Lovelife 2004
indpillet i kbh i Media Sound, teknisk assisteret af Troels Bech.
Musikere:
Marco Andreis
John Strandskov
Joakim Harder
Tav Klitgaard
Sara Futtrup
indeholder singlen "Why Does Nobody Listen Arkiveret 30. marts 2016 hos  Wayback Machine"
Albummet udkom i DK, Japan og Tyskland

### Caleidoscope Aeroplane 2008
Indspillet i Havanna på Cuba.
Musikere:
Rodney Barretto
Ricardo Alvarez
Alex Abreu
Yasser Pino
Mick Cordero
indeholder singlen "Its A Miracle Arkiveret 3. april 2016 hos  Wayback Machine"
Udkom i DK og Tyskland

### Talk Of This Town (EP) 2010
Indspillet i Berlin.
Produceret af Martin Wenk fra orkestret Calexico.
Musikere:
Daniel Grinstead
Katy Mathies
Tom Krimi
Martin Wenk
Nikko Weidemann
albummet udkom i DK og Tyskland

### This Time 2011
indspillet i Berlin. 
Produceret af Johnny Stage
Musikere:
Daniel Grinstead
Katy Mathies
Tom Krimi
Michell Fustmann
Alex Bayer
udkom i DK og Tyskland
Har med Labrador spillet koncerter i DK, Tyskland, Frankrig, UK, USA og Japan.
I 2011 startede Flemming Borby projektet Montblanc Arkiveret 11. juni 2012 hos  Wayback Machine med den tyske sangerinde Elke Brauweiler.

## Diskografi
1984:Livng Sign   “As Time Goes BY” Single – Garland001
1984:The Poets   “The Poets of the Signature” EP Sam 04
1985:The Fence   “Remember Be Scared”  Single – Polydor
1987:The Poets   “The Trapper Song bw. Red Jacketed & Blue” Replay Recs. RES4101
1992:Greene:    "Teenage Museum" lp & cd-album, Cloudland
1993:Greene:   "Can´t Find Myself" flexi-disc, Tidsskriftet Sound Affects  
1993:Greene:   "The Model" cd-ep, Cloudland
1994:Greene:  "Lovers Lingo" cd-album, Cloudland
1995:Greene:  "Sct. Emetri" på compilation-cd "Fifidong – Gasolin Tribute", Sony
1996:Greene:  "Minor Sun" cd-album, Cloudland
2001: Labrador  Single “In a Blue Balloon” , Divine Records
2002:Labrador “Goodbye Susanne” CD-album, Divine Records, Rosemary Records
2002:Labrador  CD-compilation “Hanging By a Moment” . Universal Music
2003:Labrador  CD-compilation “Daft, wild. sparkling, strawberry soda”. 
2004:Labrador “Instamatic Lovelife” CD-album, Divine Records, Rosemary Records,                              
2004:Labrador  CD COMPILATION “PopRenaissance” Excellent Records, Japan 
2007:Labrador  CD-compilation “Sunday In Bed”  Clubstar,Germany
2008: Labrador  CD-compilation “Series Two Records” USA
2008: Labrador  CD-compialtion “Sunday in Bed ll” Clubstar, Germany
2008:Labrador  “Caleidoscope Aeroplane” CD-album, Divine Records, DK
2010: Labrador  “Talk Of This Town” EP, Divine Records
2011: Labrador  "This Time" CD-album, Divine Records
2012: Montblanc  "April Come Down" EP, Divine Records